# Gobert van Aspremont

Wapenschild van de heren van Aspremont (ook: Apremont)

Gobert VI heer van Aspremont (Aspremont, circa 1190 - Villers-la-Ville, 16 augustus 1263) was een edelman in het hertogdom Opper-Lotharingen, kruisvaarder en nadien cisterciënzer monnik in de abdij van Villers, in het hertogdom Brabant.
Hij was de zoon van Godfried I van Aspremont en Elisabeth van Dampierre en een neef van de Vlaamse graaf Gwijde van Dampierre. De oudste broer van Gobert, Jan I van Aspremont koos voor een kerkelijke carrière. Zo werd Gobert heer van Aspremont onder de naam Gobert VI.

## Levensloop
De heren van Aspremont waren toentertijd vazallen van de prinsbisschoppen van Metz en Verdun, gelegen in het hertogdom Opper-Lotharingen, wat zelf een onderdeel was van het grotere Rooms-Duitse Rijk.   
Van 1228 tot 1230 was Gobert op kruistocht. Hij volgde zijn suzerein Frederik II, Rooms-Duitse keizer, op de Zesde Kruistocht naar het Heilig Land. Gobert ruziede met Frederik II op kruistocht, om een reden waarover vandaag alleen kan gespeculeerd worden. Alleszins keerde Gobert als pelgrim terug, mogelijks via een omweg langs Santiago de Compostela. 
Van 1230 tot (minstens) 1234 verbleef hij in zijn heerlijkheid Aspremont. Hij verdedigde zijn broer, de prins-bisschop van Metz Jan I van Aspremont tegen vijandelijke aanvallen van edelen. 
Vanaf het jaar 1237 leefde Gobert als monnik in de grote cisterciënzer abdij van Villers, in het hertogdom Brabant. Vandaag bevinden de ruïnes van de abdij zich in de provincie Waals-Brabant. De kroniekschrijvers van de abdij schreven hem een deugdzaam monnikenleven toe. Gobert was aanwezig toen ridder Godfried van Wanze een abdijschuur plunderde. Gobert onderhandelde succesvol met hertogin Adelheid van Brabant en deed haar afzien van strafmaatregelen voor de abdij van Gembloers wegens wanbetalingen. Kort nadien viel Gobert van zijn paard. Hij stierf aan zijn verwondingen (1263). Hij kreeg een graf in de abdij van Villers op het einde van de 13e eeuw.

## Gobert van Aspremont en Rekem
De graven van het rijksgraafschap Rekem zien in hem hun stamvader. Veldmaarschalk Ferdinand Gobert d'Aspremont-Lynden liet in 1678 zijn tombe herstellen in de abdij van Villers (zie afbeelding).

## Galerij

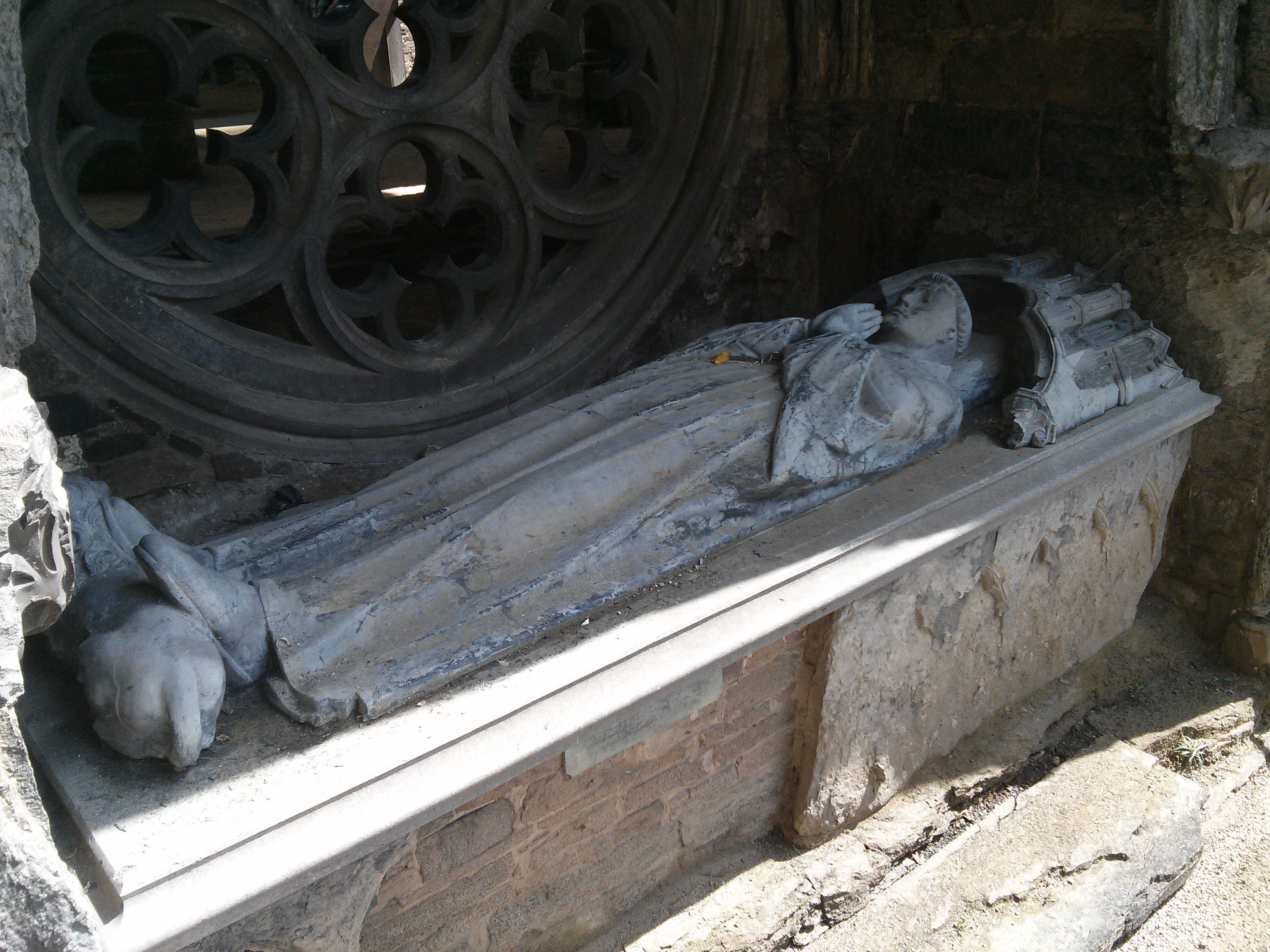
Graf van kruisvaarder-monnik Gobert in de abdij van Villers)
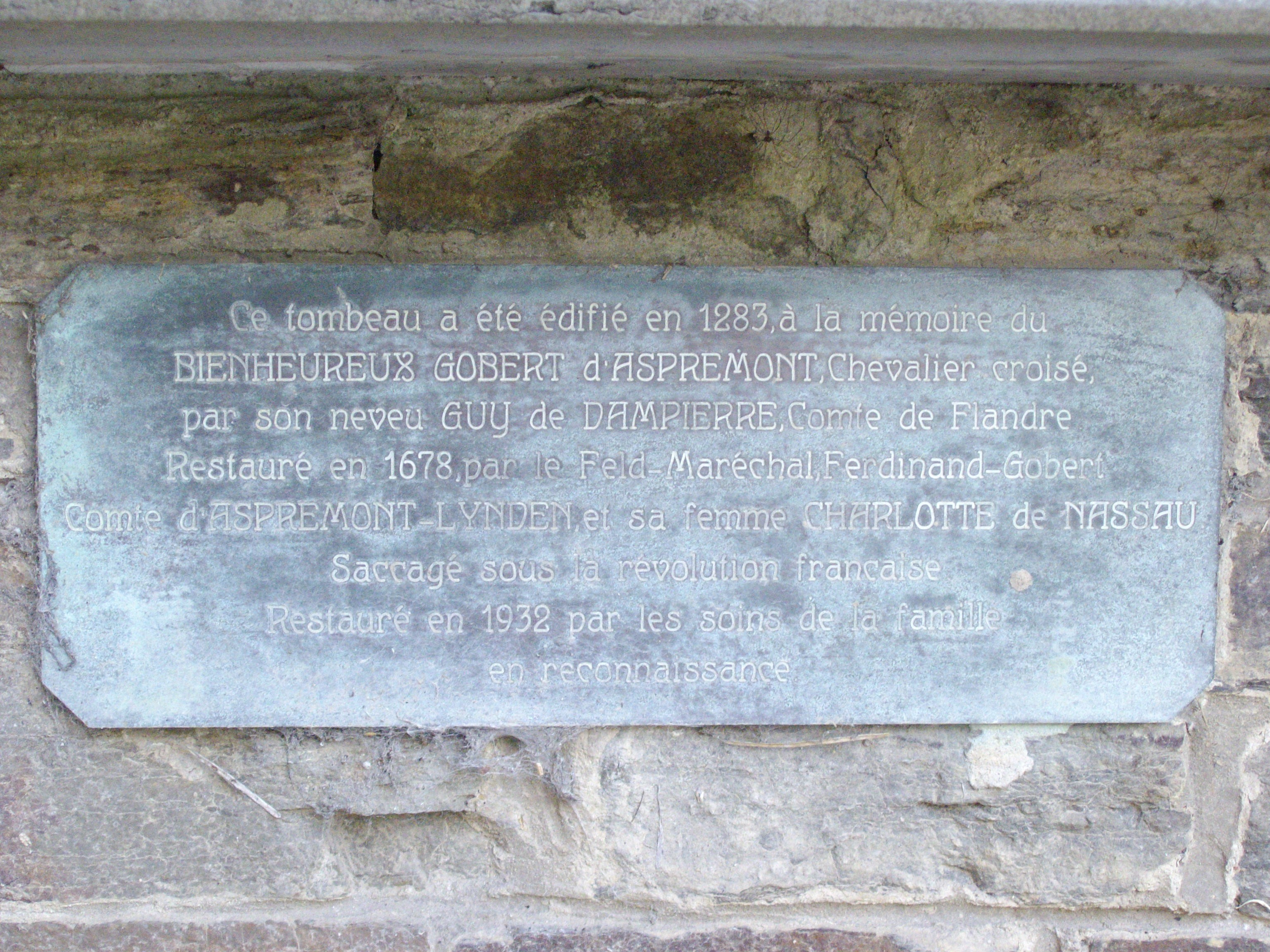
De plaquette bij het graf